# Gläntgökbi
Gläntgökbi (Nomada moeschleri) är en biart som beskrevs av Johann Dietrich Alfken 1913. Den ingår i släktet gökbin och familjen långtungebin. Inga underarter finns listade.

## Beskrivning
Gläntgökbiet har svart huvud och mellankropp, hos honan med röda markeringar. Hanen har istället gula markeringar kring käkarna, och röd skutell. I spetsen har käkarna två taggar, kallade "tänder". Bakkroppen är rödbrun med mörka tvärband, och, främst hos hanen, utbredda, gula markeringar. Hos honan är de gula markeringarna begränsade till gula sidofläckar som kan smälta samman till band på tegiterna 2 till 5. Bakskenbenen har en kraftig, svart tagg i den nedre änden, något som är ett viktigt tecken för att skilja arten från förväxlingsarter som trädgårdsgökbi och bryngökbi. Kroppslängden är 8 till 11 mm för båda könen.

## Ekologi
Gläntgökbiet förekommer i hagar, buskageterräng, ängar, kalhyggen, samt skogsbryn och andra glesbevuxna områden i skogar. Arten flyger mellan maj och juni i norra delen av sitt utbredningsområde, april till juni längre söderut.

### Fortplantning
Honan bygger inte egna bon, utan lägger sina ägg i bon av andra, solitära bin, där larven dödar värdägget eller -larven och lever på det insamlade matförrådet. Man är osäker på vilket eller vilka bin som tjänar som värdarter: Trädgårdssandbi (Andrena haemorrhoa) nämns ofta, även om bland annat Artdatabanken håller det för mindre troligt, men också  äppelsandbi (Andrena helvola) och hallonsandbi (Andrena fucata) har föreslagits.

## Utbredning
Gläntgökbiet förekommer i de centrala och nordliga delarna av den europeiska kontinenten, och vidare österut till Sibirien. Västgränsen går vid Nederländerna, nordgränsen vid Danmark, Sverige, Finland och Lettland. Globalt är arten inte hotad, utan IUCN klassificerar den som livskraftig ("LC").
I Sverige finns arten i södra och östra Götaland med undantag för Blekinge, Öland och Gotland, samt i östra Svealand. Den har även observerats i Norrbotten en gång, 1951. Arten är inte rödlistad i Sverige utan även där klassificerad som livskraftig. Mellan 2000 och 2005 var den dock rödlistad som nära hotad ("NT").
I Finland förekommer arten fragmenterat från Åland och sydvästkusten till Norra Karelen. Inga observationer gjordes mellan 1966 och 1999. Efter år 2000 har arten setts i Åland, Egentliga Finland, Egentliga Tavastland, Päijänne-Tavastland, Södra Savolax, Norra Karelen samt ett enstaka fynd i Norra Österbotten. Även i Finland är arten klassificerad som livskraftig sedan 2019, men tidigare har den först varit rödlistad som starkt hotad ("EN"), och sedan, mellan 2010 och 2019, som nära hotad.